# Schloss Girsberg (Stammheim)

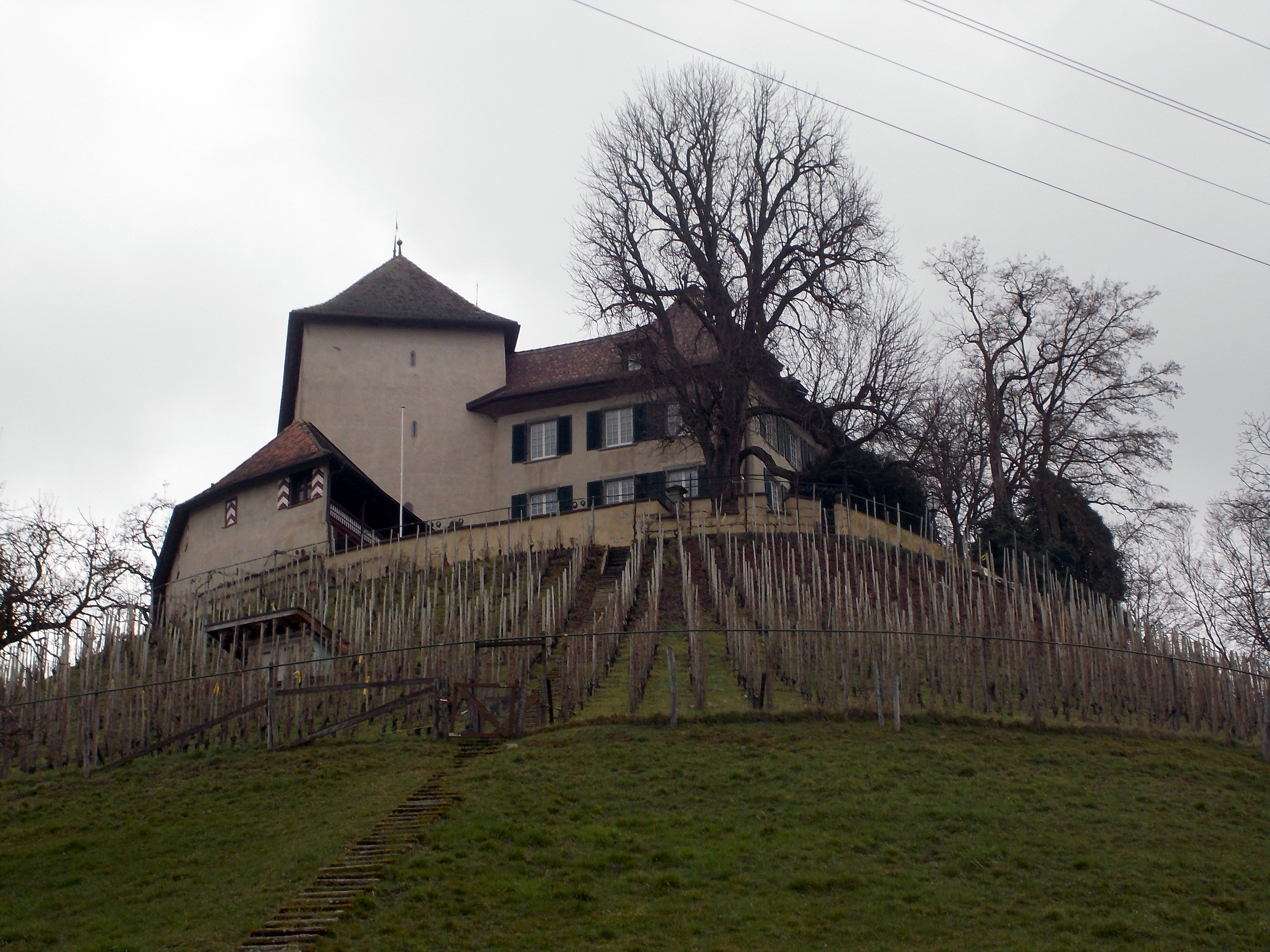
Schloss Girsberg bei Stammheim

Schloss Girsberg steht auf einem 40 Meter hohen Moränenhügel nördlich des Weilers Girsberg der Gemeinde Stammheim im Kanton Zürich.

## Geschichte

### 13. bis 18. Jahrhundert
Die Burg wurde im 13. Jahrhundert durch Gyr von Stammheim (urkundlich 1252 fassbar) erbaut. Seit 1253 nannte sich das Geschlecht konsequent von Girsberg. Nach dem Aussterben des Geschlechts im 14. Jahrhundert gelangte das Schloss an die Habsburger, welche die hohe Gerichtsbarkeit innehatten. David von Winkelsheim soll hier geboren sein. Vom 16. bis 18. Jahrhundert war das Schloss meistens im Besitz von Schaffhauser Patriziern. 1756 wurde die Burg durch ein Feuer zerstört, wobei nur der Wohnturm aus dem 13. Jahrhundert von den Flammen verschont blieb. Der damalige Besitzer, Johann Georg Friedrich im Thurn, baute das Schloss wieder auf.

### 20. bis 21. Jahrhundert
1919 kaufte die Zürcher Familie Bodmer das Schloss und renovierte es 1920/1921. Das Schloss ist bis heute noch in ihrem Besitz.

## Bilder

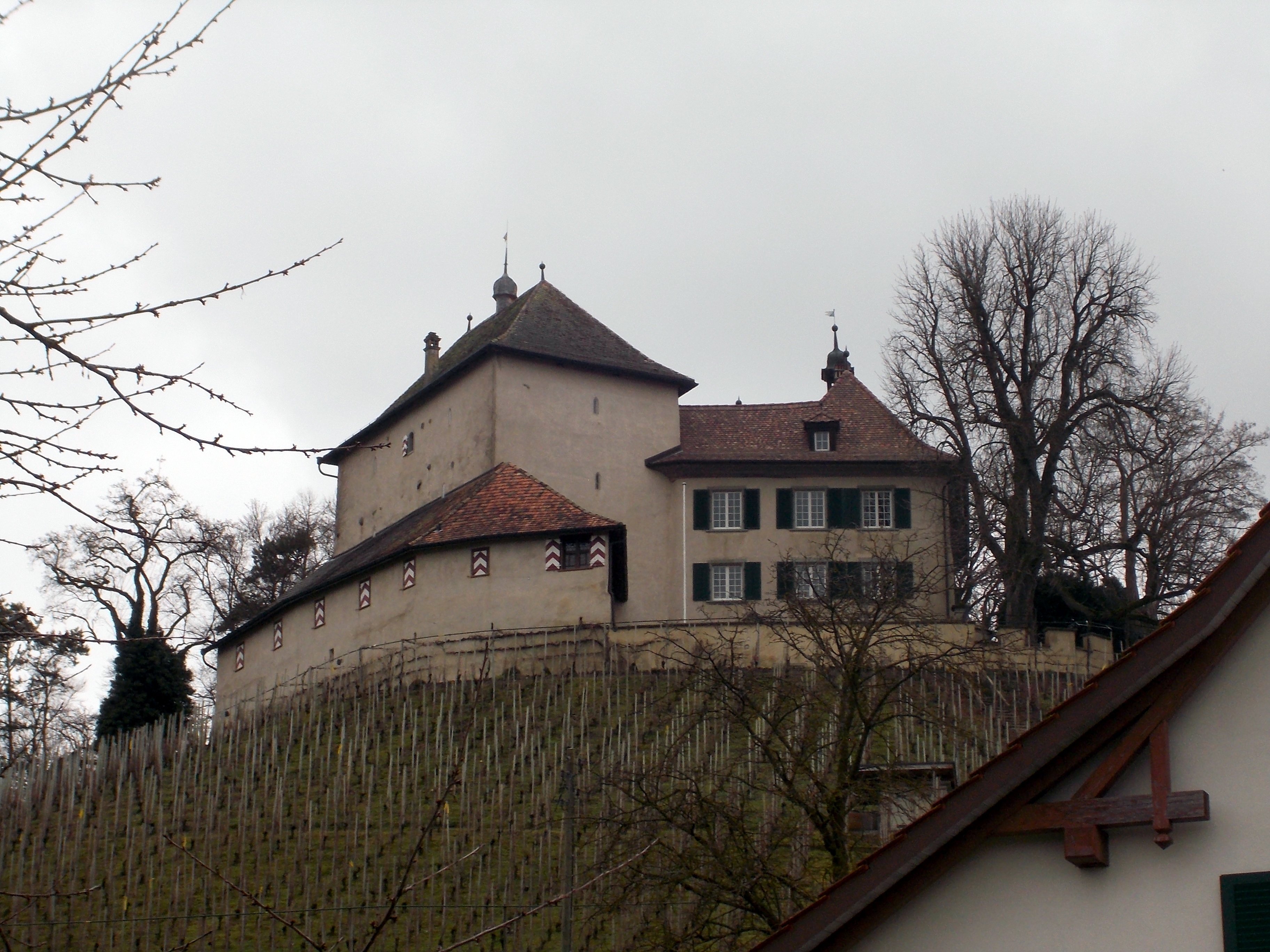
Leicht andere Ansicht des Schlosses
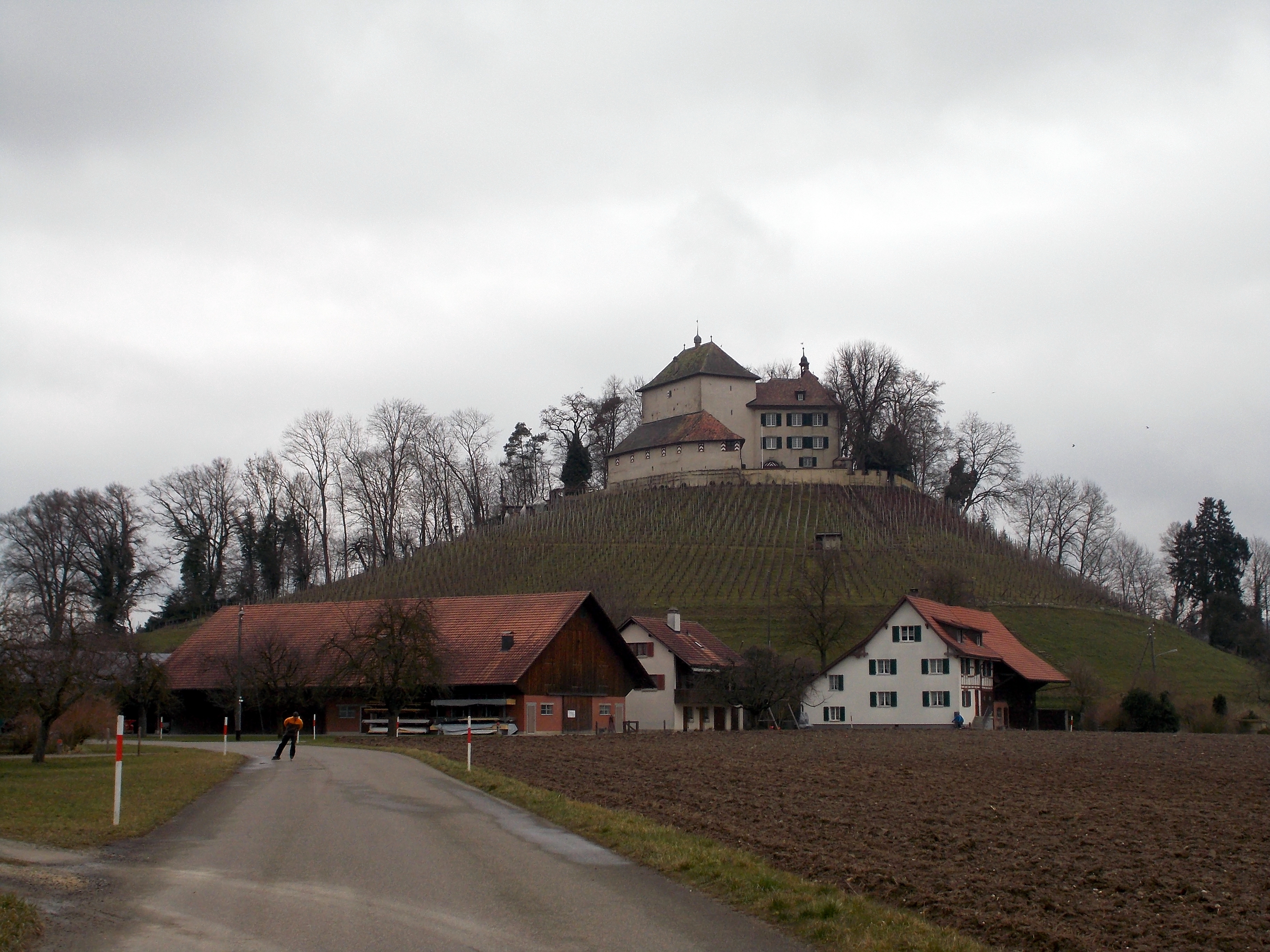
Schloss mit Weiler und Schlosshügel

Koordinaten: 47° 38′ 36″ N, 8° 46′ 8,1″ O; CH1903: 699960 / 277810